# Moritz Hauptmann

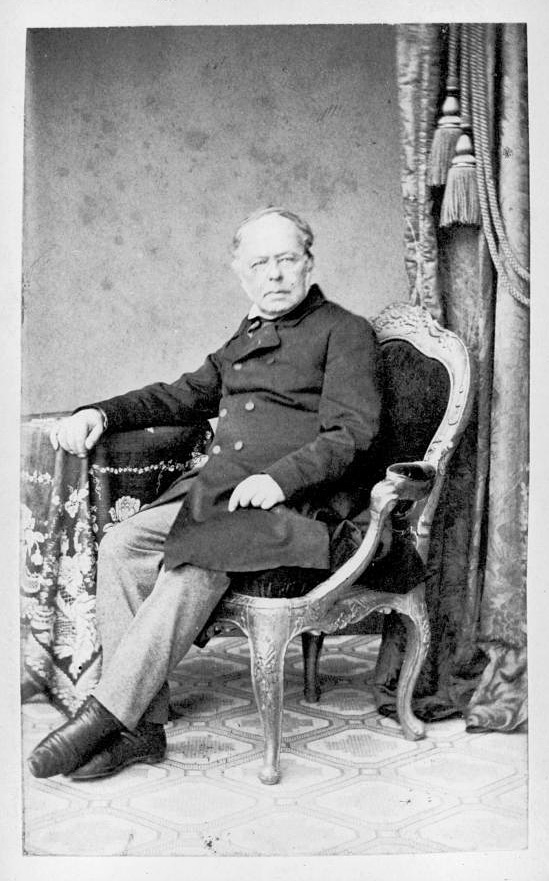
Moritz Hauptmann

Moritz Hauptmann (Dresden, 13 oktober 1792 - Leipzig, 3 januari 1868) was een Duitse componist, violist en muziektheoreticus.

## Biografie
Hauptmann kreeg zijn muzikale opleiding van Louis Spohr, met wie hij later een hechte vriendschap had. In 1812 werd hij als violist in Spohrs hofkapel opgenomen. Daarna ging hij naar Rusland, waar hij vooral privé-muzieklessen gaf. Aan het begin van de jaren 1820 keerde hij terug naar Duitsland. In Kassel werkte hij opnieuw met Spohr samen. In 1842 werd hij Thomascantor en muziekdirecteur aan de Thomaskerk te Leipzig. Hij werd aanbevolen voor deze functie door Spohr en Felix Mendelssohn. Niet lang daarna werd hij ook docent muziektheorie aan het conservatorium van Leipzig. In 1850 richtte hij samen met Otto Jahn de "Bach-Gesellschaft" op, waarvan hij de eerste voorzitter werd.
Zijn composities omvatten zowel religieuze als wereldlijke werken. Hij componeerde vooral werken voor koor, liederen en motetten. Als muziektheoreticus en muziekpedagoog had hij vooral in de tweede helft van de 19e eeuw veel aanzien. Onder andere Hans von Bülow, Joseph Joachim, Karl Friedrich Curschmann, Salomon Jadassohn, Karl Davidov en Norbert Burgmüller waren zijn leerlingen.

## Werken

### Composities
- Wunderbar ist mir geschehn
- Himmelslicht
- Wandrers Nachtlied
- Die Nacht ist gekommen
- Frühlingsliebe
- Mailied
- Abendruhe
- Frühzeitiger Frühling
- Herr, höre mein Gebet
- Gebet “Gott sei uns gnädig”
- Lobe den Herrn, meine Seele
- Salve Regina
- Morgengesang “Komm, lasset uns”
- Christe, du Lamm Gottes
- Wer unter dem Schirm des Höchsten
- Lauda anima mea Dominum
- Salvum fac regem, Domine

Veel liederen voor solostem en piano, o.a. "Quel vago impallidir" (Petrarca), op. 29,2.

### Geschriften
- Die Natur der Harmonik und der Metrik: zur Theorie der Musik (1853)

- Bibsys: 90068064
- Bibliothèque nationale de France: cb14794313x (data)
- CiNii: DA1045341X
- Gemeinsame Normdatei: 118709143
- International Standard Name Identifier: 0000 0001 0911 1944
- Library of Congress Control Number: n85383096
- Nationale Bibliotheek van Letland: 000317061
- MusicBrainz: c99c9928-c9b0-4ea8-9475-5c63d001df5b
- Nationale Bibliotheek van Tsjechië: xx0011522
- Nationale Bibliotheek van Israël: 987007313334105171
- Nationale Bibliotheek van Polen: a0000002745205
- Nederlandse Thesaurus van Auteursnamen: 070538921
- Réseau des bibliothèques de Suisse occidentale: 02-A003353424
- SNAC: w6v416j0
- Système universitaire de documentation: 080020232
- Virtual International Authority File: 66730057
- WorldCat: E39PBJwdgcwkkgHhkkq3CYGWDq